# خانه انتشارات مصر-لبنان
خانه انتشارات مصر-لبنان (عربی: الدار المصرية اللبنانية) شرکت انتشارات مصری لبنانی است، که در سال ۱۹۸۵ تأسیس شد.